# 니켈-수소전지

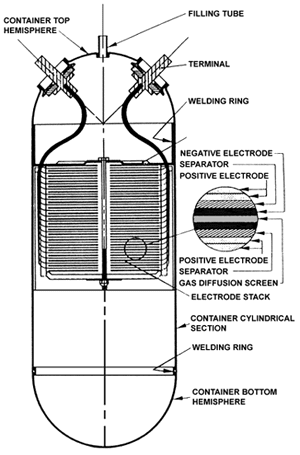

니켈-수소전지(Nickel–hydrogen battery, NiH2 또는 Ni–H2)는 니켈과 수소에 기반을 둔 전기화학적 이차 전지이다. 기체 형태의 수소를 이용하여 최대 1200 psi 압력까지 셀을 압착하여 충전하는 니켈-금속 수소 전지와는 구별한다. 니켈-수소전지는 1971년 2월 25일 미국의 Alexandr Ilich Kloss와 Boris Ioselevich Tsenter에게 특허가 제공되었다.

## 같이 보기
- 압력 탱크